# 1960-1961シーズンのNBA
1960-1961シーズンのNBAは、NBAの15回目のシーズンである。シーズンは1960年10月19日に始まり、1961年4月11日に全日程が終了した。

## シーズン前

### ドラフト
エルジン・ベイラー、ウィルト・チェンバレンと個性豊かな選手が続々とNBA入りし、そして1960年代最初のドラフトではビッグネーム2人が同時に指名を受けた。オスカー・ロバートソンとジェリー・ウェストである。2人ともローマ五輪の金メダリストでもあった。ロバートソンは全体1位指名でシンシナティ・ロイヤルズに入団、ウェストは2位指名でミネアポリス・レイカーズに入団した。またダラール・イムホフ、リー・シェーファー、レニー・ウィルケンズも指名を受けている。

### その他
- ミネアポリス・レイカーズがミネソタ州ミネアポリスからカリフォルニア州ロサンゼルスに移転し、ロサンゼルス・レイカーズに改称した。これによりレイカーズは西海岸初のNBAチームとなり、NBAは名実共に全米規模となった。またロサンゼルスという大都市にチームが配置されたことも、NBAにとっては意義のあることだった。
- このシーズンからそれまでのシーズン75試合から79試合に増加された。

## シーズン

### オールスター
- 開催日：2月17日
- 開催地：フィラデルフィア
- オールスターゲーム　ウエスト 153－131 イースト
- MVP：オスカー・ロバートソン　（シンシナティ・ロイヤルズ）

### イースタン・デビジョン
| チーム                         | 勝 | 負 | 勝率 | ゲーム差 |
| ------------------------------ | -- | -- | ---- | -------- |
| ボストン・セルティックス       | 57 | 22 | .722 | -        |
| フィラデルフィア・ウォリアーズ | 46 | 33 | .582 | 11       |
| シラキュース・ナショナルズ     | 38 | 41 | .481 | 19       |
| ニューヨーク・ニックス         | 21 | 58 | .266 | 36       |

### ウエスタン・デビジョン
| チーム                   | 勝 | 負 | 勝率 | ゲーム差 |
| ------------------------ | -- | -- | ---- | -------- |
| セントルイス・ホークス   | 51 | 28 | .646 | -        |
| ロサンゼルス・レイカーズ | 36 | 43 | .456 | 15       |
| デトロイト・ピストンズ   | 34 | 45 | .430 | 17       |
| シンシナティ・ロイヤルズ | 33 | 46 | .418 | 18       |

### スタッツリーダー
| 部門       | 選手                   | チーム                         | 記録  |
| ---------- | ---------------------- | ------------------------------ | ----- |
| 得点       | ウィルト・チェンバレン | フィラデルフィア・ウォリアーズ | 3,033 |
| リバウンド | ウィルト・チェンバレン | フィラデルフィア・ウォリアーズ | 2,149 |
| アシスト   | オスカー・ロバートソン | シンシナティ・ロイヤルズ       | 690   |
| FG%        | ウィルト・チェンバレン | フィラデルフィア・ウォリアーズ | 50.9  |
| FT%        | ビル・シャーマン       | ボストン・セルティックス       | 92.1  |

※1969-70シーズン以前はアベレージよりも通算でスタッツリーダーが決められていた。

### 各賞
- 最優秀選手: ビル・ラッセル, ボストン・セルティックス
- ルーキー・オブ・ザ・イヤー: オスカー・ロバートソン, シンシナティ・ロイヤルズ
- All-NBA First Team:
  - ウィルト・チェンバレン, フィラデルフィア・ウォリアーズ
  - ボブ・クージー, ボストン・セルティックス
  - エルジン・ベイラー, ロサンゼルス・レイカーズ
  - ボブ・ペティット, セントルイス・ホークス
  - オスカー・ロバートソン, シンシナティ・ロイヤルズ

### 新世代
1960年代に入り、NBAは新たな主役達が揃いつつあった。NBA最初期に活躍したジョージ・マイカンやジョー・ファルクス、ニール・ジョンストンらの姿はすでに無く、リーグのトップを支配するのは1950年代後半にNBA入りした選手が殆どだった。
NBA2年目のウィルト・チェンバレンは37.4得点27.2リバウンドの成績でスタッツリーダーの三冠を達成、FG成功率はNBA初の50%越えとなり、そのオフェンス力は並ぶ者がない存在となった。1956年にNBA入りしたビル・ラッセルは自身2度目のMVPを受賞（但し、オールNBAチーム選考ではまたしても1stチームには選ばれなかった）。そしてこの年にNBA入りしたルーキーもリーグに旋風を巻き起こした。オスカー・ロバートソンは前々季のエルジン・ベイラー、前季のチェンバレンに引き続き、ルーキーながらオールスターのMVPを獲得。さらに8年もの間その座に君臨し続けたボブ・クージーから、アシスト王の座を奪取した。ルーキーイヤーは30.5得点9.7アシストと、前季のチェンバレンに勝るとも劣らない成績を記録した。

## プレーオフ・ファイナル
|  | デビジョン準決勝 | デビジョン準決勝 | デビジョン準決勝 |                |   | デビジョン決勝 | デビジョン決勝 | デビジョン決勝 |  |  | ファイナル | ファイナル | ファイナル |
|  |                  |                  |                  |                |   |                |                |                |  |  |            |            |            |
|  |                  |                  |                  |                |   |                |                |                |  |  |            |            |            |
|  |                  | 1                | ホークス         | 4              |   |                |                |                |  |  |            |            |            |
|  | Western Division | 1                | ホークス         | 4              |   |                |                |                |  |  |            |            |            |
|  |                  |                  | 2                | レイカーズ     | 3 |                |                |                |  |  |            |            |            |
|  | 3                | ピストンズ       | 2                | レイカーズ     | 3 | 2              |                |                |  |  |            |            |            |
|  | 3                | ピストンズ       |                  |                |   | 2              |                |                |  |  |            |            |            |
|  | 2                | レイカーズ       | 3                |                |   |                |                |                |  |  |            |            |            |
|  |                  |                  |                  |                |   |                |                |                |  |  | W1         | ホークス   | 1          |
|  |                  |                  | E1               | セルティックス | 4 |                |                |                |  |  |            |            |            |
|  |                  |                  |                  |                |   |                |                |                |  |  |            |            |            |
|  |                  |                  |                  |                |   |                |                |                |  |  |            |            |            |
|  |                  | 1                | セルティックス   | 4              |   |                |                |                |  |  |            |            |            |
|  | Eastern Division | 1                | セルティックス   | 4              |   |                |                |                |  |  |            |            |            |
|  |                  |                  | 3                | ナショナルズ   | 1 |                |                |                |  |  |            |            |            |
|  | 3                | ナショナルズ     | 3                | ナショナルズ   | 1 | 3              |                |                |  |  |            |            |            |
|  | 3                | ナショナルズ     |                  |                |   | 3              |                |                |  |  |            |            |            |
|  | 2                | ウォリアーズ     | 0                |                |   |                |                |                |  |  |            |            |            |

### セルティックス三連覇達成
強力な新人たちが次々とNBAに新風を吹き込むなかで、ファイナルは2年連続で同じカードが実現。ボストン・セルティックス対セントルイス・ホークス、当時最大のライバル同士だった両チームのファイナルでの対決は、この5年間で4度目のことだった。
ファイナルの舞台で数々の名勝負を繰り広げた両チーム最後の対決は、過去最短で決着した。王座返り咲きを狙うホークスはシーズン前にヘッドコーチを交代させ、レニー・ウィルケンズなどの新戦力を加えていたが、それでも三連覇を狙うセルティックスの厚い壁を破ることはできなかった。ホークスはこのシーズンを最後に2008年現在までファイナルに進出していない。

## ラストシーズン
- ビル・シャーマン　（1951-61）　三連覇を達成したボストン・セルティックスの内部でも、世代交代は着々と進行していた。5年連続、7回のフリースロー成功率1位という正確なシュート精度を武器にセルティックス王朝を支え、ラストシーズンも16.0得点、フリースロー成功率1位と堂々たる成績を残していたが、4度目の優勝と共に引退を決意。ポジションをサム・ジョーンズやK.C.ジョーンズらに託した。
- ジャック・ジョージ　（1953-61）
- ディック・ガーメイカー　（1955-61）